# ロシア系ウズベキスタン人
ロシア系ウズベキスタン人（ロシアけいウズベキスタンじん）はウズベキスタン国内に居住する民族の中で5番目に構成数の大きい民族であり、国内に居住するロシア系ウズベキスタンの数は約70万人、人口比率は2.1％となっている。ソビエト連邦時代は、ロシア系ウズベキスタン人はウズベク・ソビエト社会主義共和国の首都タシュケントの全人口の50％以上を占めており、1970年の国勢調査では国内には全人口の12.5%に相当する約150万人のロシア系ウズベキスタン人が居住していた。ソビエト連邦崩壊後、主に経済的な理由からロシア系ウズベキスタン人は他国へと移り住み急激に人口比率が下がっていった。ロシア系ウズベキスタン人はタシュケントやブハラをはじめとする主要都市に集中している。ロシア系ウズベキスタン人の主要信仰宗教はロシア正教会である。